# New Castle (Indiana)
New Castle település az Amerikai Egyesült Államok Indiana államában, Henry megyében, melynek megyeszékhelye is. Lakosainak száma 17 396 fő (2020. április 1.).

## Népesség
A település népességének változása:

| 2010 | 18 114 |
| 2020 | 17 396 |